# Kampong Svay
Kampong Svay là một huyện (srok) thuộc tỉnh Kampong Thom, ở mền trung Campuchia. Sử nhà Nguyễn gọi là Hải Đông (海東) hay Bông Xui, Phong Xuy, Phong Xoài (楓吹).
Theo thống kê năm 1998, dân số toàn huyện là 74.843 người.